# WEEKEND SHELTER
『WEEKEND SHELTER』（ウィークエンド シェルター）は、エフエム京都（α-STATION）で2018年4月8日から放送中の音楽番組である。放送時間は、毎週日曜日 22:00 - 23:00（JST）。

## 概要
京都のカルチャー、人、アート、グルーヴを愛するアーティスト2組がそれぞれのテーマでウイークエンドを彩っていくプログラム。
2018年4月から2019年2月まで偶数月は2017年末より京都に移住しているKenKenが担当していた。2019年4月から2020年3月までの偶数月『KANERO HZ』を担当していた感覚ピエロが担当していた。
2019年4月から奇数月はメンバーのこやまたくやが京都出身であるヤバイTシャツ屋さんが担当している。
2020年4月からの偶数月はHakubiが担当している。

## 選曲テーマ
偶数月はKenKenがテーマを元に選曲をおこなっていた。
| 2018年  | 2018年                       |
| 放送日  | 選曲テーマ                   |
| ------- | ---------------------------- |
| 4月8日  | ご機嫌でファンキーなナンバー |
| 4月15日 | 夜の京都ドライブ             |
| 4月22日 | ロック                       |
| 4月29日 | 邦楽                         |